# Государственная комиссия для русских беженцев
Принявшие русских беженцев власти Королевства Сербов, Хорватов и Словенцев (СХС) по инициативе министерства иностранных дел образовали в мае 1920 года Государственную комиссию по приему и устройству русских беженцев с регулярно поступающими из государственного бюджета средствами для оказания помощи беженцам. Ее деятельность направлял известный лингвист, профессор Белградского университета, академик Александр Белич, он возглавлял ее сначала как заместитель председателя, а с марта 1924 года как председатель. Помещения Государственной комиссии находились в здании Сербской академии наук до 1933 года. Следуя примеру других русских эмигрантских учреждений и организаций, Государственная комиссия переехала в 1933 году в построенное на русские и сербские пожертвования новое здание единого русского культурного и общественного центра – Русского дома имени императора Николая II.
В ноябре 1921 года правительство Королевства СХС создало Державную (Государственную) комиссию по делам русских беженцев, к которой перешли все функции Государственной Комиссии по приему и устройству русских беженцев. Основная задача Державной комиссии состояла в установлении общих правил пользования денежными ссудами и распределении между колониями и отдельными лицами всей денежной помощи, получаемой от правительства Королевства СХС, а также от Англии и Франции.
Персональный состав Державной комиссии неоднократно менялся. В 1922 году ее председателем стал страстный русофил, профессор Белградского университета Александр Белич, известный не только своими трудами в области лингвистики, но и выступлениями по проблемам внешнеполитической стратегии королевства. Державная комиссия имела свою канцелярию и несколько отделов по разным направлениям работы (статистический, учебный, труда и т. д.), а также штат контролеров и агентов в крупных городах.
Державная комиссия прекратила свою деятельность после занятия Югославии нацистами в апреле 1941 г.
Архив обеих комиссий в настоящее время хранится в Фондах Государственного архива Российской Федерации по истории белого движения и эмиграции.